# Pell-egyenlet
A Pell-egyenlet (John Pell után) az egyik legegyszerűbb diofantoszi egyenlet: x2-dy2=1, ahol d>1 olyan egész szám, amely nem négyzetszám, és pozitív egész megoldásokat keresünk. Minden fenti típusú d értékre van megoldás, méghozzá végtelen sok.

## A Pell-egyenletek megoldása
Ha az egész d>1 szám nem négyzetszám, akkor {\displaystyle {\sqrt {d}}} irracionális, így Dirichlet approximációs tétele miatt van végtelen sok olyan x/y racionális szám, hogy
Ha K a {\displaystyle 2{\sqrt {d}}+1} után következő természetes szám, akkor minden ilyen közelítésre

azaz {\displaystyle |x^{2}-dy^{2}|} értéke mindig legfeljebb K. Végtelen sokszor tehát ugyanazt az értéket, mondjuk L-et veszi fel. Ekkor végtelen sokszor x maradéka ugyanaz L-lel osztva és tovább szűkítve, az utóbbi megoldások közül végtelen sokszor ugyanaz y maradéka L-lel osztva. Kapunk tehát két különböző (x,y) és (X,Y) közelítő törtet, hogy egyrészt 
másrészt x≡X mod L és y≡Y mod L.
Ekkor
és itt az utóbbi jobb oldali számok közül xX-dyY és yX-Yx oszthatók L-lel (xX-dyY ≡ x^2-dy^2 mod L és yX-Yx ≡ xy-xy mod L), azaz Lu és Lv alakúak. Így végigosztva L^2-tel: {\displaystyle u^{2}-dv^{2}=1} adódik. Ki kell még zárnunk a hamis megoldás, tehát v=0 lehetőségét. Valóban, ekkor yX-Yx=0, azaz x/y=X/Y teljesülne.

## Az összes megoldás
Ha {\displaystyle (x_{1},y_{1})} az {\displaystyle x^{2}-dy^{2}=1} egyenlet legkisebb pozitív megoldása, akkor a többit a {\displaystyle x_{n}+y_{n}{\sqrt {d}}=(x_{1}+y_{1}{\sqrt {d}})^{n}} képlettel kaphatjuk meg.

## A legkisebb megoldás
A számelmélet egyik fontos problémája, hogy mekkora egy Pell-egyenlet legkisebb megoldása. Hua Lo Keng az {\displaystyle x^{2}-dy^{2}=4} egyenlet (d nem négyzetszám, {\displaystyle d\equiv 0,1{\pmod {4}}}) legkisebb megoldására az {\displaystyle O(e^{{\sqrt {d}}\log d})} becslést adta.